# David Martínez (football, 2006)
Pour les articles homonymes, voir David Martínez.
David Martínez, né le 7 février 2006 à El Tigre, est un footballeur international vénézuélien qui évolue au poste d'attaquant au Los Angeles FC.

## Biographie

### Carrière en club
Né à El Tigre au Venezuela, David Martínez est formé par le Monagas SC, où il commence sa carrière professionnelle en championnat du Venezuela,.
Il joue son premier match avec l'équipe première du club le 22 février 2022, à l'occasion d'une rencontre de Copa Libertadores contre le CD Everton. Il remplace Luis Guerra vers la 65e minute du match et son équipe s'incline 3-0.

### Carrière en sélection
Martínez est international en moins de 17 ans avec le Venezuela. Il prend part comme capitaine au  Championnat sud-américain des moins de 17 ans 2023, qualifiant son équipe pour la coupe du monde.
En avril 2022, David Martínez est convoqué pour la première fois avec l'équipe senior du Venezuela. Il honore sa première sélection le 18 juin 2023, remplaçant Yeferson Soteldo lors d'une victoire 0-1 en match amical contre le Guatemala,.